# Mitologia bałtyjska
Mitologia bałtyjska – zespół wierzeń i mitów Bałtów, zaliczany do systemu politeistycznych religii etnicznych. Blisko spokrewniony z mitologią słowiańską. Różnice polegały głównie na tym, że bóstwa nie występowały pod postacią ludzką i częściej były płci żeńskiej.
Szczególne znaczenie miały dla Bałtów bóstwa nieba, ciał niebieskich (zwłaszcza Słońca i Księżyca tworzących boską parę), ziemi i urodzaju. Wierzono w różne demony, zaś Łotysze w ponad 70 dobrych i złych duchów zwanych Matkami. W wierzeniach litewskich duszami zmarłych opiekował się bóg Sovi(j), a w łotewskich Velu mate („matka dusz”). 
Nie znano świątyń; za miejsce kultu służyły święte gaje, dąbrowy, źródła i kamienie. Powszechny był kult świętych drzew, w które miały przenikać dusze zmarłych oraz kult ognia mającego właściwości oczyszczające. Składano ofiary ze zwierząt i płodów rolnych i czasem z jeńców wojennych. 
Obchodzono święta o charakterze agrarnym, zwłaszcza na jesień związane ze składaniem darów dla zmarłych.
Anonimowy autor (Czech, Niemiec lub Polak) napisanego między rokiem 1255 a 1260 po łacinie traktatu „Opis krajów” (Descriptio Terrarum) zawarł w 9. rozdziale takie uwagi o religii Prusów i ich obrządku pogrzebowym, właściwym wszystkim ludom bałtyjskim:

Prusowie ci czcili w szczególny sposób wybrane lasy jako bogów. Kierowali się bardzo wróżbami. Zmarłych palili wraz z końmi i zbroją oraz we wspaniałych szatach. Wierzą bowiem, że tymi i innymi rzeczami, które zostaną spalone, będą mogli posługiwać się w przyszłym życiu.